# او-۵۶۴
او-۵۶۴' (به آلمانی: U-564) یک او-بوت کریگس‌مارینه از نوع ۷سی بود.

## ساخت و آغاز به خدمت
او-۵۶۴ ماه فوریه سال ۱۹۴۱ در کارخانه کشتی‌سازی بلوم اونت فوس در هامبورگ به آب انداخته شد. این او-بوت روز ۳ آوریل همان سال وارد خدمت در کریگس‌مارینه گردید. نخستین فرمانده آن ناوبان یکم راینهارت زورن بود.

## تاریخچه عملیاتی

### گشت سوم
او-۵۶۴ به فرماندهی راینهارت زورن، روز ۲۲ اکتبر سال ۱۹۴۱ با دریافت فرمان از طرف فرماندهی عالی، در قالب گروهی با اسم رمز برسلاو متشکل از پنجم او-بوت دیگر، در آب‌های غرب جبل‌الطارق در کمین کاروان بریتانیایی اچ‌جی ۷۵ نشسته بود. با توجه به این که ارتباطات رادیویی بین او-بوت‌ها و فرماندهی عالی با شکسته شدن رمز ماشین انیگما توسط بریتانیایی‌ها رهگیری می‌شد، حضور او-بوت‌ها در محل به اطلاع دشمن رسیده بود؛ از این رو حضور پررنگ هواگردهای گشتی خشکی‌پایه و همچنین حلقه تنگ شناورهای محافظ حول کاروان امکان نزدیک شدن به آن را از او-بوت می‌گرفت. در نهایت شب ۲۳ اکتبر با دور شدن کاروان از خشکی و با پوشش تاریکی هوا، او-۵۶۴ به همراه گروه او-بوت‌ها به این کاروان که رو به غرب می‌رفت، نزدیک‌تر شد. او-۵۶۴ ساعتی پیش از سپیده دم روز ۲۴ اکتبر در حلقه شناورهای محافظ کاروان رخنه و پنج اژدر به سمت آن شلیک کرد. دو اژدر خطا رفت اما سه اژدر دیگر به سه شناور برخورد نمود. نخستین اژدر به آلهاما، کشتی باری ۱۳۵۲ تنی بریتانیایی حامل ۲۰۰۰ تن پیاز، مشروب و چوب پنبه اصابت کرد. این کشتی به آهستگی غرق شد. اژدر دوم نصیب آریوستو، کشتی باری ۲۱۷۶ تنی بریتانیایی با بار سنگ معدن و چوب پنبه گردید و آن را غرق نمود. آخرین مورد نیز کارزبرک، کشتی باری ۳۶۷۰ تنی بریتانیایی را با ۶۰۰۰ تن سنگ آهن و بیشتر خدمه آن به سرعت راهی کف اقیانوس ساخت.

### گشت ششم
از روز ۳ ژوئیه سال ۱۹۴۲ آزمایش‌هایی برای عملکرد او-بوت و تاب‌آوری بدنه آن صورت گرفت. آخرین کارهای آماده‌سازی در روز ۵ ژوئیه انجام و ملزومات گشت رزمی بعدی تا دو روز بعد در آن ذخیره شد. تمامی خدمه نیز معاینات پزشکی را گذراندند. در نهایت او-بوت ساعت ۹:۳۰ شب ۹ ژوئیه برست در غرب فرانسه را برای ششمین گشت رزمی خود ترک کرد. او-۵۶۴ به همراه ۱۰ او-بوت دیگر راهی اقیانوس اطلس غربی شد. او-بوت که برای دومین بار عازم آب‌های کارائیب بود، ابتدا سری به لوریان زد تا یک خبرنگار جنگی را برای ثبت وقایع سفر خود بردارد. او-۵۶۴ در نهایت روز ۱۱ ژوئیه در همراهی نزدیک با او-۶۵۴، از فرانسه خارج شد. چند شناور جهت حفاظت ضدهوایی و ضدمین مدتی آن‌ها را مشایعت کردند.